# Matucana (género)
Matucana es un género de cactus de la familia Cactaceae, que contiene aproximadamente 33 especies, la mayoría plantas globulares. El género se conoce únicamente en  Perú, a lo largo del Río Marañón. 
La primera especie fue descubierta cerca de la ciudad de Matucana en Perú y descrita como Echinocactus haynii por Otto en 1849. Matucana fue creado por  Britton & Rose en 1922. El género  Eomatucana F.Ritter ha sido clasificado como sinónimo de este género.
Las especies de Matucanas son pocas veces cultivadas. Algunas especies se encuentran en peligro de extinción debido a su venta en el mercado especializado. 

## Descripción
Es una planta baja (aunque algunas especies pueden llegar a medir hasta 50 cm como M. haynei, M. comacephala y M. myriacantha); globosa o cilíndrica; sin ramificación o ramificado desde la base y rara vez ramificación lateral. Las flores son subapicales, zigomorfa con simetría bilateral, solo actinomorfa en M. aureiflora y M. oreodoxa; diurnas que duran entre 2 a 3 días abiertas; en varios colores desde amarillo, naranja, rosado, rojo y diversos matices de estos, la mayoría de las especies son rojas. Por las semillas, se puede clasificar en 4 grandes grupos: Grupo Aurantiaca (M. aurantiaca, M. fruticosa, M. polzii, M. ritteri y M. weberbaueri), Grupo Haynei (M. haynei, M. oreodoxa y M. aureiflora), Grupo Paucicostata (M. madisoniorum, M. pujupatii, M. formosa, M. paucicostata y M. tuberculata) y Grupo Myriacantha (M. celendinensis, M. myriacantha, M. intertexta, M. huagalensis y M. klofenstii). Sus raíces pueden ser fibrosas o tuberosas.

## Taxonomía
El género fue descrito por Britton & Rose y publicado en The Cactaceae; descriptions and illustrations of plants of the cactus family 3: 102. 1922. La especie tipo es:  Echinocactus haynei Otto ex Salm-Dyck.
Etimología
Matucana: nombre genérico que fue nombrado por la ciudad de Matucana, ubicada en la Región de Lima  - Perú.

## Especies

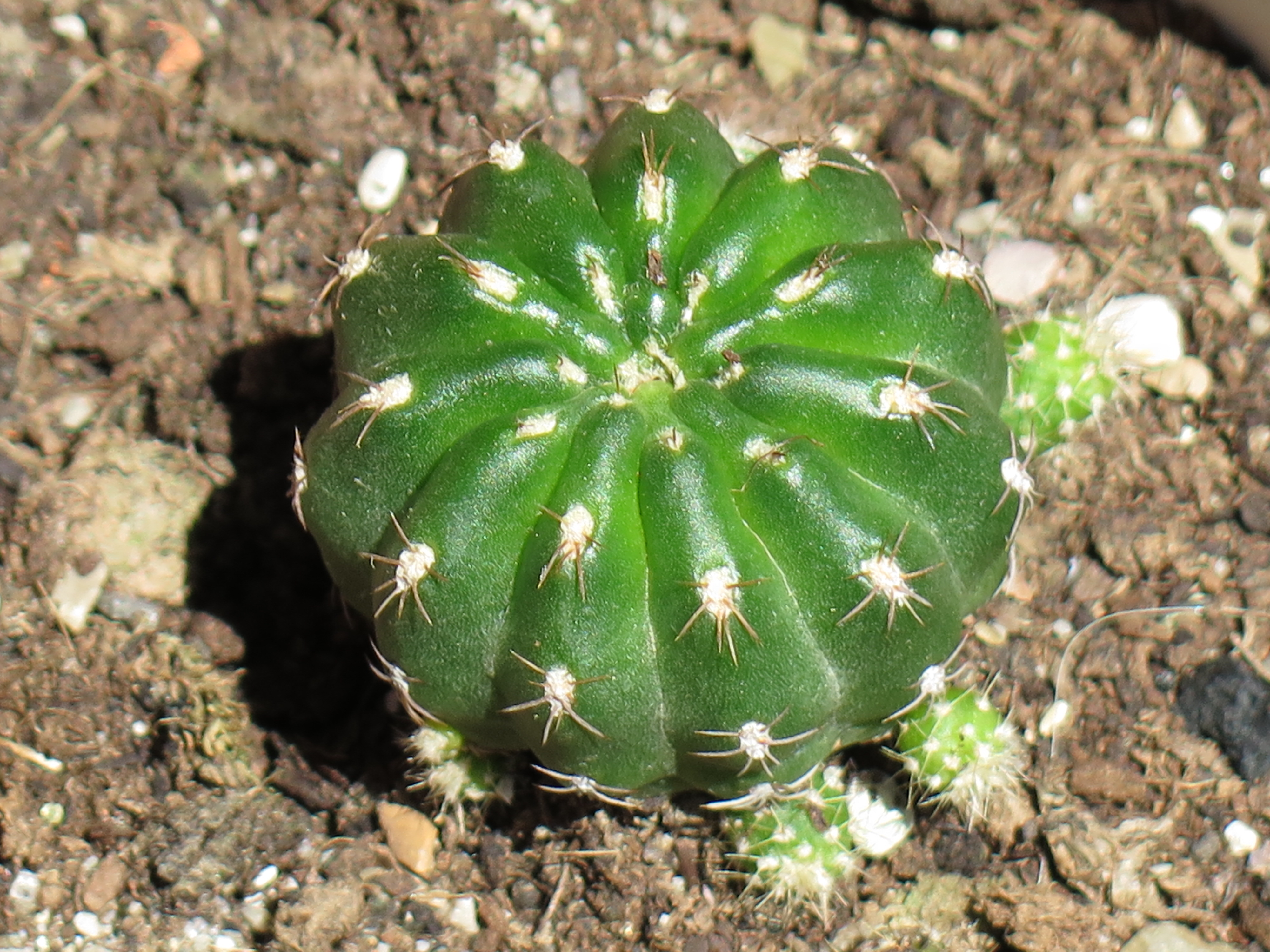
Matucana polzii

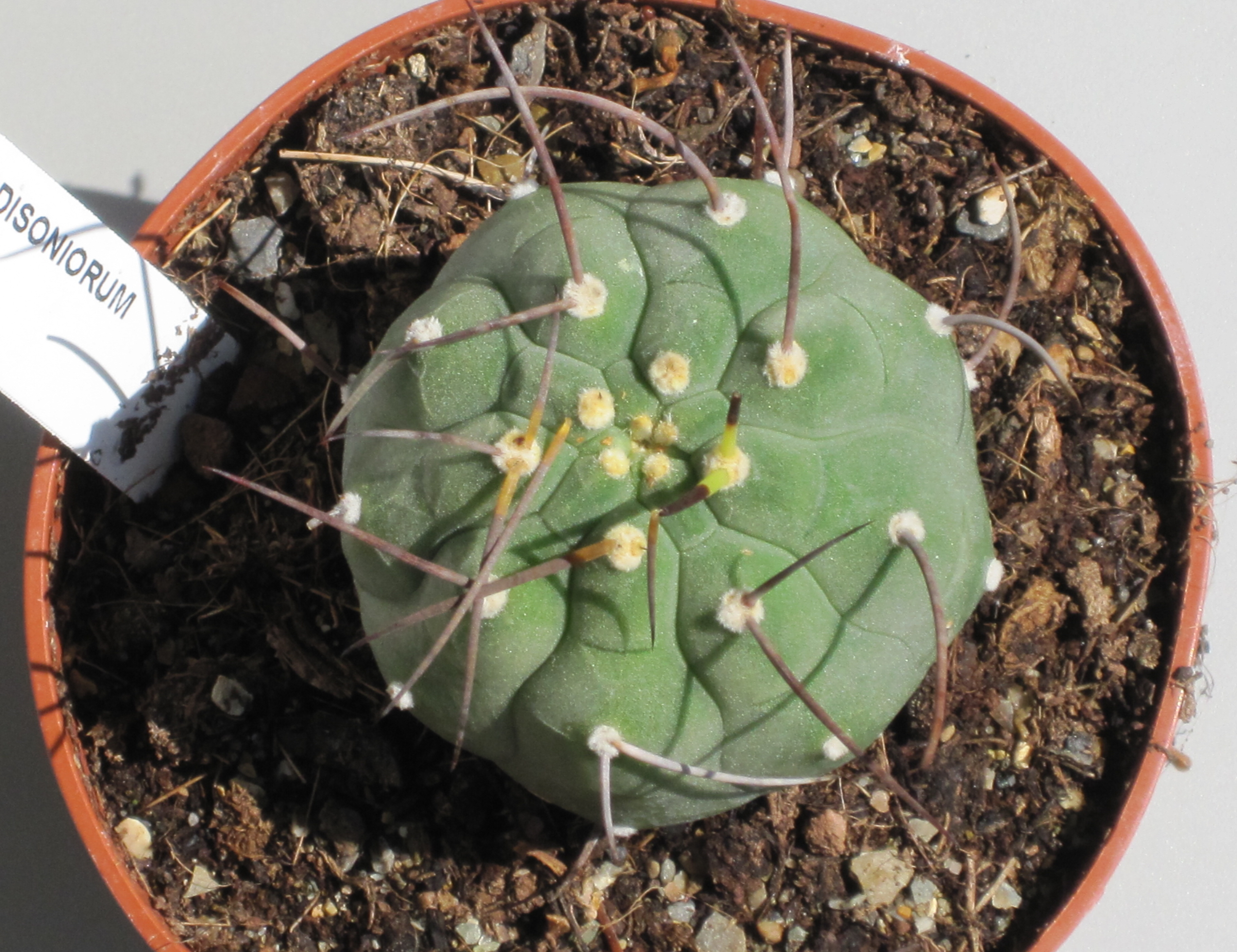
Matucana madisoniorum

- Matucana aurantiaca
- Matucana aureiflora
- Matucana celendinensis
- Matucana charlesiorum
- Matucana chrysacantha
- Matucana comacephala
- Matucana currundayensis
- Matucana formosa
- Matucana fruticosa
- Matucana gigantea
- Matucana hastifera
- Matucana haynei
- Matucana herzogiana
- Matucana hoxeyi
- Matucana huagalensis
- Matucana hystrix
- Matucana intertexta
- Matucana klopfensteinii
- Matucana krahnii
- Matucana madisoniorum
- Matucana myriacantha
- Matucana oreodoxa
- Matucana pallarensis
- Matucana paucicostata
- Matucana polzii
- Matucana pughii
- Matucana pujupatii
- Matucana rebutiiflora
- Matucana ritteri
- Matucana roseiflora
- Matucana tuberculata
- Matucana weberbaueri
- Matucana winteri